# 적인걸 3: 사대천왕
《적인걸 3: 사대천왕》(狄仁杰之四大天王, Detective Dee: The Four Heavenly Kings)은 중국에서 제작된 서극 감독의 2018년 액션 영화이다. 조우정 등이 주연으로 출연하였다.
중국, 영국, 오스트레일리아, 뉴질랜드에서는 2018년 6월 27일 개봉되었다.

## 출연

### 주연
- 조우정
- 풍소봉
- 임경신
- 유가령
- 마사순

### 조연
- 원경천

## 기타
- 음향: 스티브 버제스
- 미술: 요시히토 아카츠카
- 의상: 여가안
- 의상: 이벽군
- 시각효과 총감독: 채수응
- 시각효과 : 박영수, 지명구, 마에가와 히데아키